# 알렉세이 지트니크
알렉세이 니콜라예비치 지트니크(러시아어: Алексе́й Никола́евич Жи́тник, 우크라이나어: Олексій Миколайович Житник 올렉시 미콜라요비치 지트니크[*], 1972년 10월 10일~)는 우크라이나 태생 러시아의 아이스하키 선수로 포지션은 수비수이다. 소련 아이스하키 선수권 대회의 소콜 키예프와 CSKA 모스크바에서 활동한 후, 소련이 해체되자 북아메리카로 건너가 내셔널 하키 리그(NHL)의 로스앤젤레스 킹스에 입단했다. 이후 버펄로 세이버스, 뉴욕 아일런더스, 필라델피아 플라이어스, 애틀랜타 스래셔스에서 활약하면서 NHL 통산 1085경기에 출전하였다.
국제 대회에 소련과 러시아 국가대표팀의 일원으로 참가했으며, 1992년 동계 올림픽에서 독립국가연합의 일원으로 금메달을 획득했다. 이후 1998년 동계 올림픽에서 은메달을 획득했다.